# Војислав Карановић
Војислав Карановић (Суботица, 1. јануар 1961) српски је књижевник.

## Живот
Дипломирао је на групи за југословенске и општу књижевност на Филозофском факултету у Новом Саду. Пише поезију и есеје. Поједине песме превођене су му на више језика. Ради као уредник у Радио-телевизији Србије. Живи у Београду.

## Награде
Добитник је значајних награда:
- Награда „Печат вароши сремскокарловачке”, за књигу песама Змијолик, 1989.
- Награда „Бранко Ћопић”, за књигу песама Син земље, 2000.
- Награда „Бранко Миљковић”, за књигу песама Син земље, 2000.
- Награда „Меша Селимовић”, за књигу песама Светлост у налету, 2003.
- Награда „Златни сунцокрет”, за књигу песама Светлост у налету, 2003.
- Дисова награда, за целокупно песничко стваралаштво, 2005.
- Награда „Ленкин прстен”, за песму „Тунели”, 2007.
- Награда „Ђура Јакшић”, за књигу песама Наше небо, 2008.
- Награда „Васко Попа”, за књигу песама Наше небо, 2008.
- Змајева награда, за књигу Унутрашњи човек, 2011.[1]
- Награда „Тудор Аргези”, за целокупно песничко стваралаштво, Румунија, 2019.[2]
- Награда „Десанка Максимовић”, 2019.[3]

## Дела
Објавио је девет збирки песама:
- Тастатура, Матица српска, Нови Сад (1986)
- Записник са буђења, Матица српска, Нови Сад (1989)
- Жива решетка, Матица српска, Нови Сад (1991)
- Стрми прозори, Матица српска, Нови Сад (1994)
- Син земље, Српска књижевна задруга, Београд (2000)
- Светлост у налету, Плато, Београд (2003)
- Дах ствари - изабране песме, Градска библиотека „Владислав Петковић Дис“, Чачак (2005)
- Наше небо, ЗУНС (2007)
- Унутрашњи човек, Повеља, Краљево (2011)